# غریبه کنار دریاچه
غریبه کنار دریاچه (فرانسوی: L'Inconnu du lac‎) یک فیلم درام و دلهره‌آور به کارگردانی آلن گیرودی است که در سال ۲۰۱۳ منتشر شد. از بازیگران آن می‌توان به پیر دولادونشا اشاره کرد.
این فیلم در بخش نوعی نگاه جشنواره فیلم کن ۲۰۱۳ به نمایش در آمد و آلن گیرودی موفق به کسب جایزه بهترین کارگردانی شد. این فیلم همچنین برنده جایزه نخل دگرباشی شد.

## خلاصه داستان
فرنک(پیر دولادونشا) ، در تابستان یک روز برای شناکردن به دریاچه‌ی بزرگی در یک منطقه‌ی جنگلی می‌رود و هر روز در آنجا به شنا کردن می‌پردازد و تا دیر وقت آنجا می‌ماند. آن طرف دریاچه، مکانی است برای آزادی همجنسگرایان. مردانی که پس از شنا با تن هایی برهنه، هر یک در سویی با شریک جنسی خود به سکس مشغول می شوند . فرنک عاشق و شیفته‌ی جوانی جذاب و مرموز و بسیار خطرناک بنام "میشل" می‌شود و هر روز به بهانه‌ای او را تا میانه‌ی جنگل دنبال می‌کند تا با او هم کلام و دوست شود اما چند بار او را در میان درختان در حال رابطه جنسی با پسری بنام "پاسکال" می‌بیند. او ناامید شده و به سوی دریاچه برمی‌گردد. از تنهایی به مردی بنام "آنری" پناه برده و با او هم صحبت می‌شود. آنری مردی چاق و جاافتاده است و تنها کسی است که در این منطقه نه شنا می‌کند و نه لخت می‌شود و نه با کسی ارتباط دارد. ارتباط آنها صمیمانه شده و هر روز با هم درد و دل می‌کنند تا جایی که فرنک از وابستگی به میشل حرف می‌زند. آنری او را نصیحت می‌کند که او آدم مرموزی است و فقط زیبایی دارد و وارد رابطه با او نشود. در یکی از شبها، فرنک که در میان درختان جنگل است اتفاقی میشل را می‌بیند که پاسکال را به قتل می‌رساند و او را در دریاچه می‌اندازد. فرنک ناباور و وحشت زده خودش را قائم کرده و دزدکی آنجا را ترک کرده و چند روزی آنجا نمی‌رود. پس از گذشت چند روز، میشل به فرنک درخواست دوستی داده و با هم رابطه جنسی برقرار می‌کنند و در گذر زمان فرنک عاشق او می‌شود. هر چند می‌داند که او یک قاتل است اما می‌خواهد علاقه اش را دنبال کند.پای پلیس ها به آنجا باز می‌گردد و پس از کشف جسد بی گناه پاسکال تحقیقات آغاز شده و از فرنک بازجویی می‌کنند. او که می‌داند کار میشل است اما چیزی به پلیس لو نمی‌دهد. و...

## شخصیت های داستان
- فرنک
- میشل
- پاسکال
- آنری
- بازپرس پلیس

و...